# 岩手県道245号南笹間黒沢尻線
岩手県道245号南笹間黒沢尻線（いわてけんどう245ごう みなみささまくろさわじりせん）は、岩手県花巻市から北上市に至る一般県道である。

## 概要
花巻市南笹間の県道13号交点から北上市町分に至る。県の文書上の終点は「北上市黒沢尻町」であるが、黒沢尻町の町名は廃されている。終点地の昔の地名は「黒沢尻町字町分」であった。

### 路線データ
- 実延長：7,530.0 m
- 起点：花巻市南笹間（県道13号交点）
- 終点：北上市町分（蒲谷地交差点・国道4号交点）

## 地理

### 通過する自治体
- 花巻市
- 北上市

### 交差する道路
- 岩手県道13号盛岡和賀線（花巻市南笹間）
- 国道4号（蒲谷地交差点・北上市町分）

## 関連記事
- 岩手県の県道一覧